# I’m Gonna Love You Too
Az I’m Gonna Love You Too Buddy Holly 1957-es kislemezdala, ami szerepelt a saját magáról elnevezett második albumán, a Buddy Hollyn. Szerzői Joe. B. Mauldin és Niki Sullivan, Holly együttesének a The Cricketsnek a tagjai, valamint Norman Petty, Holly első menedzsere és stúdiómérnöke voltak.

## Feldolgozások
Az amerikai Blondie rockegyüttes 1978-as Parallel Lines albumán feldolgozta a dalt, ami kislemezen is megjelent 1978 szeptemberében. A Blondie feldolgozása húsz évvel az eredeti megjelenése után készült, és a Parallel Lines albumukról elsőnek jött ki kislemezen Amerikában. Bár az előző album, a Plastic Letters legsikeresebb kislemeze a Denis című feldolgozás volt, a kiadó várakozásával ellentétben az I’’m Gonna Love You Too nem került fel a slágerlistákra. 
Egy 2007-es házi videó ritkaságon Paul McCartney a dal akusztikus verzióját adja elő, a felvétel megtalálható a The McCartney Years című DVD lemezen.

## Kislemez kiadás

### US 7" (CHS 2251)
1. I'm Gonna Love You Too (Joe B. Mauldin, Norman Petty, Niki Sullivan) – 2:03
2. Just Go Away (Debbie Harry) – 3:21

## Külső hivatkozások
- Dalszöveg